# Myotis annamiticus
Myotis annamiticus is een vleermuis uit het geslacht Myotis die voorkomt in Vietnam. Deze soort is alleen gevonden in een vallei bij Yen Hop aan de voet van het Annamitisch Gebergte in het district Minh Hoa van de provincie Quan Binh. De naam annamiticus is ook afgeleid van het Annamitisch Gebergte Deze soort is het nauwst verwant aan twee soorten uit de Himalaya, M. longipes en M. csorbai. De soort is bekend van slechts 13 exemplaren, die in maart en april 1999 zijn gevangen.
M. annamiticus is een kleine soort. De korte vacht is donker grijsbruin. De staart en de oren zijn vrij lang, maar de oren zijn ook smal. Ongeveer 2 mm van de staart steekt uit het uropatagium (het membraan tussen de achterpoten). De voorarmlengte bedraagt 30,6 tot 34,3 mm en de schedellengte 11,99 tot 12,42 mm. Dit dier weegt zo'n 4 g. Net als de watervleermuis (Myotis daubentonii) foerageert M. annamiticus boven water. Het vliegpatroon lijkt op dat van de watervleermuis. Voor de echolocatie gebruikt deze soort een frequentie rond de 45 kHz.